# Bildbibel
Bildbibel eller figurbibel är en bok med bilder ur Bibeln, ibland med korta textkommentarer.
Bildbiblarna kom att bli vanliga från 1500-talet då träsnittsillustrationer tillhörande tryckta bibelutgåvor började ges ut som separata volymer i kvartoformat. Ganska snart utgavs bildbiblar även som separata utgåvor. Till skillnad från vad som ibland antas var inte bildbiblarna några biblar för analfabeter utan avsedda för konstnärer och konsthantverkare som bildförlagor. Några av de mera kända figurbiblarna var Virgil Solis Neue Biblische Figuren tryckt i Frankfurt 1562 och den bildbibel med Matthäus Merian den äldres kopparstick som trycktes i Strassburg 1625-1630. I Sverige utgavs träsnitten från Gustav II Adolfs bibel ut som figurbibel och utkom fram till slutet av 1700-talet i ett flertal nya utgåvor. Främst en utgåva från 1707 tryckt hos Heinrich Keyser, vilken utkom en utgåva utökad av Sven Digelius 1737, en ny utgåva kom 1777.
De kom att bli flitigt använda som förlagor inom allmogemåleriet.